# Дворедац
Дворедац или дивља рукола (лат. Diplotaxis tenuifolia), биљка из породице купусњача (Brassicaceae) специфичног мириса и укуса. Одомаћена је у Европи и западној Азији. Расте као коров уз путеве и на запуштеним местима, а ређе и на култивисаном земљишту. Млада биљка је јестива. Укус је врло сличан укусу гајене руколе али је интензивнији. Користи се и у народној медицини, нарочито као антискорбутик.
Научно име рода Diplotaxis потиче од речи diplous=двострук и taxis=ред, што указује на дворедни распоред семена у плоду. Име врсте tenuifolia потиче од латинских речи tener=њежан, мекан, фин и folium=лист, што означава биљку нежних листова, упркос томе што су листови ове биљке заправо прилично дебели и сочни.
Друга народна имена која се могу срести су: танколисни дворедац, дивља рига, дивљи купус, дивља салата, надимача.

## Порекло и станиште
Дворедац је распрострањен широм средње и јужне Еуропе, западне Азије и северне Африке. Доста је раширен на Јадранској обали.
Дворедац воли стрме, суве, камените или шљунковите терене. Добро успева на еродираним падинама (точилима), рушевинама и каменим зидинама а може се наћи и поред путева и ограда. честа је на железничким насипима и пругама. Биљке које расту на кршу и камену обично су ситне и слабо развијене, док на плодним земљиштима уз реке и насипе може бујати до величине омањег жбуна.

## Изглед биљке
Дворедац је трајница висине до 60 цм. Корен је снажан, а стабљика јако разграната, обрасла листовима и у основи често одрвенела.
Листови су доста дебели и сочни, упркос имену tenuifolia (танколисни), плавкасто или сивкасто зелени. Дуги су 6-12 цм, дубоко перасто урезани на размакнуте, уске и дуге режњеве, често назубљеног обода. Режњева најчешће има 3-5 са сваке стране. Када се протрљају, свежи листови развијају специфичан мирис, сличан мирису гајене руколе, који подсећа на мирис печеног свињског меса, а потиче од присутног синигрозида.
Цветови су жути и мирисни, на дугим дршкама. Сложени су на горњем делу стабљике у гроздасте цвасти, при врху густе, а при основи ређе. Крунични листићи су двоструко дужи од чашичних. Биљка цвета од маја до октобра. Плодови, љуске на дугим дршкама, пуне су ситног семена, распоређеног у два реда, одакле и потиче домаћи назив дворедац (као и немачки Doppelsame).
- Дворедац поред старог зида
- Дворедац на сувом, песковитом земљишту
- Лисна розета
- Цвет
- Цваст
- Зелени плод
- Зрели, распукли плод
- Двореди распоред семена
- Семе

## Употреба
Листови двореца често су саставни део пролећних мешавина дивљег лиснатог поврћа, али се често могу наћи и на пијацама. Могу се брати од краја априла до краја јула, па и почетком августа. Најчешће се користи у Далмацији, Италији и Француској.
Обично се једу као салата, помешани са другим лиснатим поврћем или са кромпиром. Могу послужити као одлична витаминска допуна пролећној исхрани. Интензиван мирис листа у салати постаје блажи или се чак потпуно изгуби. Узета у већој количини биљка може бити отровна од присутног алкалоида непознате грађе.
У другим земљама, где дворедац расте, познатији је као лековита врста, корисна за чишћење крви, искашљавање, као диуретик и антискорбутик. Посебно је значајан као антискорбутик због високог садржаја витамина Ц. Током пролећа и лета количина аскорбинске киселине у листовима креће се у листовима од 180 до 400 мг%, просечно изнад 300 мг%, а каротина 8-9 мг%.
Осим листа прикупља се и семе двореца које се, као и код других купусњача, може употребити за справљање сенфа, уместо семена горушице. Семе је љуткастог укуса и садржи гликозид синигрин.
У старом веку овој биљци приписивана су афродизијачка својства.